# 雅罗斯瓦娃·比耶达
雅罗斯瓦娃·尤日维亚科夫斯卡-比耶达（波蘭語：Jarosława Jóźwiakowska-Bieda，1937年1月20日—），波兰女子田径运动员。她曾代表波兰参加1960年和1964年夏季奥林匹克运动会田径比赛，其中1960年奥运会获得一枚银牌。